# Челан (град)
Чела̀н (на английски: Chelan) е град в окръг Челан, щата Вашингтон, САЩ. Челан е с население от 3522 жители (2000) и обща площ от 10 km². Намира се на 344 m надморска височина. ЗИП кодът му е 98816, а телефонният му код е 509.